# Andrew J. Hunter

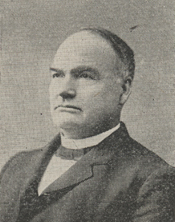
Andrew J. Hunter

Andrew  Jackson Hunter (* 17. Dezember 1831 in Greencastle, Indiana; † 12. Januar 1913 in Paris, Illinois) war ein US-amerikanischer Politiker. Zwischen 1893 und 1899 vertrat er zweimal den Bundesstaat Illinois im US-Repräsentantenhaus.

## Werdegang
Noch als Kleinkind kam Andrew Hunter im Jahr 1832 mit seinen Eltern nach Paris in Illinois, wo er später die öffentlichen Schulen und die Edgar Academy besuchte. Zwischen 1852 und 1856 war er als Bauingenieur tätig. Nach einem Jurastudium und seiner 1856 erfolgten Zulassung als Rechtsanwalt begann er in Paris in diesem Beruf zu arbeiten. Gleichzeitig schlug er als Mitglied der Demokratischen Partei eine politische Laufbahn ein. Zwischen 1864 und 1868 saß er im Senat von Illinois. Er gehörte auch einem Untersuchungsausschuss an, der die staatlichen Einrichtungen in Illinois überprüfte. In den Jahren 1870 und 1882 kandidierte Hunter erfolglos für den Kongress. Von 1886 bis 1892 war er Richter im Edgar County.
Bei den Kongresswahlen des Jahres 1892 wurde Hunter im damals neu eingerichteten und staatsweiten 22. Wahlbezirk von Illinois in das US-Repräsentantenhaus in Washington, D.C. gewählt, wo er am 4. März 1893 sein neues Mandat antrat. Da er im Jahr 1894 nicht bestätigt wurde, konnte er bis zum 3. März 1895 zunächst nur eine Legislaturperiode im Kongress absolvieren. Bei den Wahlen des Jahres 1896 wurde Hunter im 19. Distrikt seines Staates erneut in den Kongress gewählt, wo er am 4. März 1897 die Nachfolge von Benson Wood antrat. Im Jahr 1898 scheiterte seine Kandidatur zur Wiederwahl. Damit musste er am 3. März 1899 wieder aus dem Parlament ausscheiden. In seine Zeit als Abgeordneter fiel der Spanisch-Amerikanische Krieg von 1898.
Im Juli 1908 nahm Andrew Hunter als Delegierter an der Democratic National Convention in Denver teil. Er starb am 12. Januar 1913 in Paris.